# Ivan Delić
Ivan Delić, né le 29 septembre 1998 à Split en Croatie, est un footballeur croate qui évolue au poste d'avant-centre au HNK Šibenik.

## Biographie

### En club
Né à Split en Croatie, Ivan Delić est formé par le club local du HNK Hajduk Split. Il fait ses débuts en équipe première le 29 octobre 2017, à l'occasion d'une rencontre de première division croate face au NK Slaven Belupo. Il entre en jeu et les deux équipes se neutralisent ce jour-là (0-0 score final).
En février 2020, Ivan Delić est prêté jusqu'à la fin de la saison au NK Istra 1961,.
Le 21 janvier 2021, Ivan Delić s'engage en faveur du NK Slaven Belupo pour un contrat courant jusqu'en juin 2024. Si l'Hajduk Split ne reçoit pas d'indemnité de transfert sur cette transaction, l'accord comprend un pourcentage de 30 % sur un futur transfert revenant à l'Hajduk Split,.
Le 12 juillet 2021, Ivan Delić s'engage en faveur du HNK Šibenik. Il arrive librement et signe un contrat de quatre ans, soit jusqu'en juin 2025. 
Delić inscrit son premier but pour le club le 15 août 2021, lors d'une rencontre de championnat face au NK Hrvatski Dragovoljac Zagreb. Titulaire, il marque dès la première minute de jeu sur un service de Niko Rak, et participe ainsi à la victoire de son équipe par six buts à deux. Il s'impose comme l'un des meilleurs joueurs du HNK Šibenik lors de la saison 2021-2022, en étant le meilleur buteur de son équipe avec dix buts inscrits.
Le 31 janvier 2023, Ivan Delić est prêté jusqu'à la fin de la saison au Cosenza Calcio, en Serie B. Le club dispose d'une option d'achat sur le joueur.

### En sélection
Avec les moins de 17 ans, Ivan Delić est retenu pour participer à la coupe du monde des moins de 17 ans en 2015. Lors de ce mondial organisé au Chili il joue trois matchs, à chaque fois en entrant en cours de jeu. Son équipe se hisse jusqu'en quarts de finale où elle est battue par le Mali (0-1 score final). Il joue un total de quatre matchs avec cette sélection, tous en 2015.
Il ne fait qu'une apparition avec les moins de 18 ans, le 12 août 2015 contre l'Italie. Il est titularisé et son équipe s'incline par deux buts à un ce jour-là.